# Couvent des Dominicaines de Monteils
Le couvent des Dominicaines de Monteils est un couvent situé dans la commune de Monteils, dans le département de l'Aveyron, en France.
Il abrite la maison-mère des Dominicaines de la congrégation de Notre-Dame du Très Saint Rosaire.

## Implantation
Le développement de la congrégation de Notre-Dame du Très Saint Rosaire, fondée en 1850 à Bor-et-Bar, impose la construction d'un bâtiment dont les dimensions permettrait d'accueillir convenablement la communauté. Situé à l'écart des voies de communication, le couvent de Bor, berceau de la congrégation, n'était pas adapté à une communauté en expansion.
Le choix de la commune de Monteils pour l'établissement du nouveau couvent s'explique avant tout par son positionnement géographique à proximité de Villefranche-de-Rouergue, sous-préfecture de l'Aveyron. La présence du chemin de fer depuis 1858 et de routes carrossables constituent des atouts majeurs pour désenclaver la communauté.
En outre, Monteils abrite depuis 1855 une petite communauté de religieuses autour d'une école de jeunes filles.
Enfin, l'entrée dans le noviciat d'une jeune fille, Thérèse Cabrit, native de Monteils, contribue de manière déterminante au choix de cette commune pour l'implantation du couvent. Seule héritière de sa famille, elle apporte avec elle un grand pan de montagne à Monteils et la promesse d’une importante contribution pour la construction du futur couvent.

## Histoire
La première pierre est posée en janvier 1886, et la construction est achevée deux ans plus tard, le 18 septembre 1888. Le couvent est inauguré en 1889, avec l'arrivée des premières sœurs.
Dès la rentrée de 1889, les religieuses créent un pensionnat et accueillent un grand nombre d’élèves.
La loi de 1901 conduit à la fermeture de l'école du village en 1903 et du pensionnat du couvent l'année suivante.
Durant la Seconde Guerre mondiale, deux religieuses du couvent de Monteils, dont la mère supérieure Marie-Albert, cachent une douzaine d’enfants juives. Elles se voit décerner à titre posthume le titre de « Justes parmi les nations » en 2006.
L'édifice a été en partie détruit par un incendie le 6 octobre 1950, puis reconstruit en 1951.
La restauration de la chapelle, endommagée par l'incendie, est confiée à l'architecte Pierre Vago. Dans la nef, les vitraux furent exécutés par Gustave Singier et, dans le chœur, par Jean-Luc Perrot.
Le couvent des Dominicaines de Monteils a été le dernier lieu de résidence de l'archevêque de Paris, le cardinal François Marty.
Depuis le début des années 2000, le couvent abrite une communauté d'une vingtaine de religieuses originaires en grande partie de Corée ou du Vietnam.